# Assassin's Creed: Broederschap
Assassin's Creed: Broederschap is een Amerikaans thrillerroman geschreven door Oliver Bowden gebaseerd op het computerspel Assassin's Creed: Brotherhood. Het boek werd in het Nederlands vertaald door Anne Douqué en uitgegeven in september 2012. De roman is het tweede deel van de boekenserie van Assassin's Creed, na Assassin's Creed: Renaissance.

## Verhaal
Het verhaal speelt zich af in 1503. Ezio Auditore da Firenze probeert Rome te bevrijden van de tirannie van Cesare Borgia, die heel Italië wil overnemen.